# Броди (гміна, Стараховицький повіт)
Гміна Броди (пол. Gmina Brody) — сільська гміна у східній Польщі. Належить до Стараховицького повіту Свентокшиського воєводства.
Станом на 31 грудня 2011 у гміні проживало 11140 осіб.

## Територія
Згідно з даними за 2007 рік площа гміни становила 161.25 км², у тому числі:
- орні землі: 23.00%
- ліси: 69.00%

Таким чином, площа гміни становить 30.82% площі повіту.

## Населення
Станом на 31 грудня 2011:
| Опис     | Загалом | Загалом | Чоловіки | Чоловіки | Жінки | Жінки |
| -------- | ------- | ------- | -------- | -------- | ----- | ----- |
| одиниця  | осіб    | %       | осіб     | %        | осіб  | %     |
| все      | 11140   | 100     | 5416     | 48.62    | 5724  | 51.38 |
| міське   | 0       | 100     | 0        |          | 0     |       |
| сільське | 11140   | 100     | 5416     | 48.62    | 5724  | 51.38 |

## Сусідні гміни
Гміна Броди межує з такими гмінами: Вонхоцьк, Жечнюв, Ілжа, Кунув, Міжець, Павлув, Сенно, Стараховіце.